# ذيل أباد (قهاب رستاق)
ذیل أباد (بالفارسية: ذیل‌آباد) هي مستوطنة تقع في إيران في قسم قهاب رستاق الريفي.